# Rezervă la start
Rezervă la start este un film românesc din 1988 regizat de Anghel Mora. Rolurile principale au fost interpretate de actorii Mihai Stan, George Alexandru, Bogdan Stanoevici.

## Distribuție
Distribuția filmului este alcătuită din:
- Mircea Anca — Gore
- Gheorghe Csápo — Adrian
- Mihai Stan — Tomescu
- George Alexandru — Simion
- Adrian Titieni
- Ion Roxin — Godeanu
- Bogdan Stanoevici — Telu
- Virgil Andriescu — Inginerul
- Boris Petroff — Nea Titi
- Tania Filip — Ioana
- Tudorel Filimon — Bazil
- Florentin Dușe — Manole

## Primire
Filmul a fost vizionat de 1.178.112 spectatori în cinematografele din România, după cum atestă o situație a numărului de spectatori înregistrat de filmele românești de la data premierei și până la data de 31 decembrie 2014 alcătuită de Centrul Național al Cinematografiei.